# Mãozinha Pereira
João Marcello Cardoso Pereira, conocido habitualmente como Mãozinha Pereira o simplemente Mãozinha y a veces referenciado como Joao Cardoso (Río de Janeiro; 28 de agosto de 2000) es un baloncestista brasileño que pertenece a la plantilla del Club Nacional de la Liga Uruguaya de Básquetbol. Con 2,03 metros de estatura, juega en la posición de ala-pívot.

## Trayectoria deportiva

### Primeros años
Comenzó su andadura profesional en su país, en el Esporte Clube Pinheiros, para fichar en 2020 por el KK Crn Drim de la liga de Macedonia], donde en 21 partidos promedió 13,1 puntos y 8,1 rebotes.
El 6 de septiembre de 2021 fichó por el también macedonio KK MZT Skopje, pero no llegó a debutar con el equipo, regresando a su país para firmar con el Basquete Cearense, donde jugó una temporada en la que promedió 13,5 puntos y 9,5 rebotes por partido.
En 2022 fichó por el Corinthians, equipo con el que debutó el 16 de agosto. Acabó la temporada promediando 11,2 puntos y 9,8 rebotes por partido.

### G League y NBA
El 30 de octubre de 2023, Mãozinha se unió a los Capitanes de Ciudad de México de la NBA G League. El 12 de enero de 2024, anotó 19 puntos, el máximo de su carrera, junto con 11 rebotes, 3 robos y 3 tapones contra los Wisconsin Herd. El 31 de enero fue seleccionado para el concurso de mates de la G League, terminando en tercer lugar.
El 20 de marzo de 2024 firmó un contrato de diez días con los Memphis Grizzlies de la NBA.
El 4 de septiembre de 2024, sus derechos son traspasados a Memphis Hustle a cambio de Davon Reed. Dos días después firmó contrato con los Memphis Grizzlies, pero fue despedido el 19 de octubre. Nueve días más tarde se incorporó a los Memphis Hustle.
El 30 de marzo de 2025 fichó por el Club Nacional de la Liga Uruguaya de Básquetbol.

### Selección nacional
Fue convocado por primera vez con la selección brasileña el 14 de febrero de 2024, para la disputa del clasificatorio a la FIBA AmeriCup de 2025. Debutó el 23 de febrero ante Paraguay, logrando siete puntos y un rebote.
Entre julio y agosto de 2024 fue parte de la selección absoluta de Brasil, que disputó los Juegos Olímpicos de París, finalizando en séptima posición.

## Estadísticas de su carrera en la NBA

### Temporada regular
| Año     | Equipo  | PJ | PT | MPP  | %TC  | %3P  | %TL  | RPP | APP | ROB | TPP | PPP |
| ------- | ------- | -- | -- | ---- | ---- | ---- | ---- | --- | --- | --- | --- | --- |
| 2023-24 | Memphis | 7  | 1  | 17.4 | .514 | .385 | .700 | 5.3 | .3  | .9  | .6  | 6.9 |
| Total   | Total   | 7  | 1  | 17.4 | .514 | .385 | .700 | 5.3 | .3  | .9  | .6  | 6.9 |